# 橐𩇯

圖出自《古今圖書集成·博物彙編·禽蟲典·第五十三卷》

橐𩇯為記載於《山海经》中的一種鳥，居住在羭次山（位於西方山系華山山脈，浮山西方七十里，時山東方一百五十里）樣子像梟，有著人的面孔，只有一隻腳，夏季時蟄伏，冬季時出來活動，將牠的羽毛配戴在身上可以不怕打雷。《駢雅》中記載的橐𩇯、瞿如、𪄀𪂇及鳬徯等四種人面鳥之一。

## 記載
《山海經》中記載，漆水自羭次山發源，向北流入渭水。山上有許多箭竹，山的北面有豐富的赤銅，南面有許多嬰垣玉，在此座山中有名叫嚻的野獸及橐𩇯。
《山海經廣注》的作者吳任臣提到《駢雅》的四種人面鳥、《唐韻》的𪂅、《廣州志》的山蕭鳥、《臨海志》的商羊、《河圖》的獨立，以及《南史》中記述的「有鳥一足」，皆為一足鳥，屬於橐𩇯之類。

## 延伸閱讀
[在维基数据编辑]
 《欽定古今圖書集成·博物彙編·禽蟲典·第五十三卷》，出自陈梦雷《古今圖書集成》